# Gornji Lenart
Gornji Lenart – wieś w Słowenii, w gminie Brežice. W 2018 roku liczyła 242 mieszkańców.